# MLBドラフト全体1位指名選手

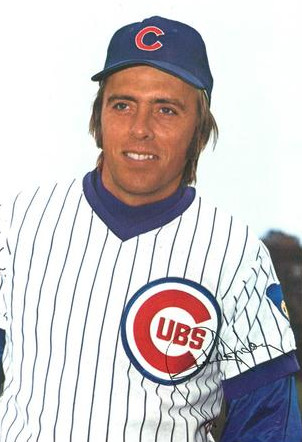
史上初の全体1位指名選手のリック・マンデイ

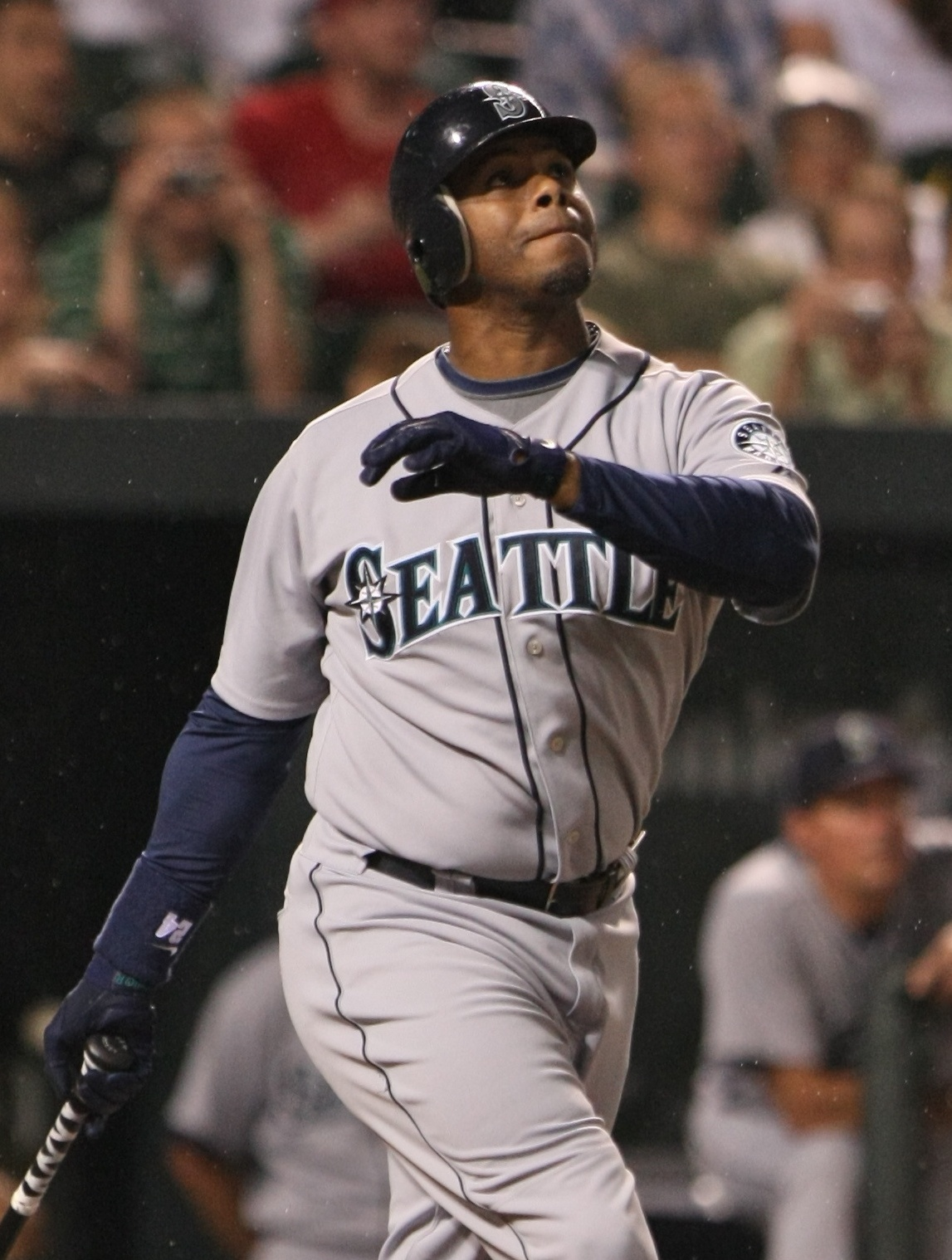
1987年のMLBドラフト全体1位指名のケン・グリフィー・ジュニアは、2016年に全体1位指名選手で初めてアメリカ野球殿堂入りを果たした。

MLBドラフト全体1位指名選手（MLBドラフトぜんたい1いしめいせんしゅ）とは、MLBドラフト会議で最初に指名された選手を指す。会議はテレビやネットなどで中継され、読み上げられた選手は報道などにより一躍有名になり、将来のスーパースターとして期待される。

## ドラフト会議
MLBドラフト会議 (First-Year Player Draft) は、ルール4ドラフト (Rule 4 Draft) とも呼ばれ、高校、大学、独立リーグなどのアマチュア野球選手を対象にしたMLBの新人選手選択会議である。
- そもそもMLBドラフトは資金力のある球団が契約金額を高騰させ、有望な選手を独占するのを防ぐため、1965年から行われている制度[2]。
- ドラフト会議 (MLB)では、一度に100人以上も指名する球団もある。

ドラフト指名順位は、前年のチーム成績によって決まる。
最も成績の悪いチームが最初に指名できる。前年のシーズン終了後にフリーエージェント（FA）で選手が移籍した場合、補償としてドラフト指名権が譲渡される場合がある。
なお、MLBはNFLやNBAと異なり、ドラフト指名選手のトレードは認められていない。日本野球機構のドラフト会議では完全ウェーバー方式ではないため、全体1位指名選手は発生し得ない。

## 歴史

### 1965年
初の全体1位指名選手は、1965年にカンザスシティ・アスレチックスから指名されたリック・マンデイである。当時としては破格の10万4000ドルの契約金で入団し、MLB通算1619安打・241本塁打の成績を残した。シカゴ・カブス在籍時代の1976年にはドジャー・スタジアムのグラウンド内に乱入し、星条旗を燃やそうとした2人のファンからその星条旗を奪い取ったことで国民的英雄になった。

### 1971年
1971年の高校3年時に捕手でシカゴ・ホワイトソックスから全体1位指名を受けたダニー・グッドウィンは契約条件が悪いためにプロ入りを拒否した。その4年後の1975年の大学4年時に今度はカリフォルニア・エンゼルスから指名されてプロ入り。スカウト達から「ジョニー・ベンチの再来」と高く評価されていた。ところが、MLBでは主に指名打者として通算で252試合に出場したのみで、捕手としては出場機会が全く無かった。150安打（打率は.236）・13本塁打・OPS.678と全くの期待外れに終わった。現役最終年には日本の南海ホークスでプレーしている。

### 1973年
1973年にテキサス・レンジャーズから全体1位指名を受けたデビッド・クライドは地元テキサス州の高校時代に大旋風を巻き起こした。高校3年の時は防御率0.18・18勝0敗・148回を投げて328奪三振という驚異的な成績を残した。1973年6月27日に18歳の左腕がいきなり先発投手でMLBデビュー。1972年にチームが首都ワシントンD.C.から本拠地を移転させて以来、初めてチケットが完売。デビュー戦は5回1安打に抑える好投で勝利投手になった。しかし、その後は肩の故障に悩まされて、MLB通算18勝33敗という成績しか残せず、ユニフォームを脱いだ。

## 備考
- スティーブ・チルコット、ブリエン・テイラーはMLB昇格を果たせずに引退している（テイラーに至っては3Aにすら昇格できなかった）。
- マーク・アペルは1度引退・休養したが、現役復帰後に初昇格を果たした。30歳349日でのメジャーデビューは全体1位指名選手の最年長記録となる。
- それ以前の最年長記録保持者だったマット・ブッシュは、素行不良や矯正施設への収監もあり、ドラフトから12年後にメジャーデビューをしている。
- ダニー・グッドウィン、ティム・ベルチャー、ブレイディ・エイケンは全体1位指名を受けた年には契約合意に至らず、後年のドラフトでの指名からプロ入りしている。

## 指名選手
| 年度 | 選手                         | 球団                           | ポジション | 学校                                       |
| ---- | ---------------------------- | ------------------------------ | ---------- | ------------------------------------------ |
| 1965 | リック・マンデイ             | カンザスシティ・アスレチックス | 外野手     | アリゾナ州立大学                           |
| 1966 | スティーブ・チルコット※1     | ニューヨーク・メッツ           | 捕手       | アンテロープ・バレー高等学校               |
| 1967 | ロン・ブロムバーグ           | ニューヨーク・ヤンキース       | 一塁手     | ドルイドヒルズ高等学校                     |
| 1968 | ティム・フォーリ             | ニューヨーク・メッツ           | 遊撃手     | ノートルダム高等学校                       |
| 1969 | ジェフ・バロウズ             | ワシントン・セネターズ         | 外野手     | ウッドロウ・ウィルソン・クラシカル高等学校 |
| 1970 | マイク・アイビー             | サンディエゴ・パドレス         | 捕手       | ウォーカー高等学校                         |
| 1971 | ダニー・グッドウィン※2       | シカゴ・ホワイトソックス       | 捕手       | ピオリア高等学校                           |
| 1972 | デーブ・ロバーツ             | サンディエゴ・パドレス         | 三塁手     | オレゴン大学                               |
| 1973 | デビッド・クライド           | テキサス・レンジャーズ         | 投手       | ウェストチェスター国際学院                 |
| 1974 | ビル・アーモン               | サンディエゴ・パドレス         | 遊撃手     | ブラウン大学                               |
| 1975 | ダニー・グッドウィン         | カリフォルニア・エンゼルス     | 捕手       | サザン大学                                 |
| 1976 | フロイド・バニスター         | ヒューストン・アストロズ       | 投手       | アリゾナ州立大学                           |
| 1977 | ハロルド・ベインズ           | シカゴ・ホワイトソックス       | 外野手     | セント・マイケルズ高等学校                 |
| 1978 | ボブ・ホーナー               | アトランタ・ブレーブス         | 三塁手     | アリゾナ州立大学                           |
| 1979 | アル・チェインバーズ         | シアトル・マリナーズ           | 外野手     | ジョン・ハリス高等学校                     |
| 1980 | ダリル・ストロベリー         | ニューヨーク・メッツ           | 外野手     | クレンショウ高等学校                       |
| 1981 | マイク・ムーア               | シアトル・マリナーズ           | 投手       | オーラル・ロバーツ大学                     |
| 1982 | ショーン・ダンストン         | シカゴ・カブス                 | 遊撃手     | トーマス・ジェファーソン高等学校           |
| 1983 | ティム・ベルチャー※2         | ミネソタ・ツインズ             | 投手       | マウント・バーノン・ナザレン大学           |
| 1984 | ショーン・エイブナー         | ニューヨーク・メッツ           | 外野手     | メカニクスバーグ高等学校                   |
| 1985 | B.J.サーホフ                 | ミルウォーキー・ブルワーズ     | 捕手       | ノースカロライナ大学チャペルヒル校         |
| 1986 | ジェフ・キング               | ピッツバーグ・パイレーツ       | 三塁手     | アーカンソー大学                           |
| 1987 | ケン・グリフィーJr.          | シアトル・マリナーズ           | 外野手     | モーラー高等学校                           |
| 1988 | アンディ・ベネス             | サンディエゴ・パドレス         | 投手       | エバンズビル大学                           |
| 1989 | ベン・マクドナルド           | ボルチモア・オリオールズ       | 投手       | ルイジアナ州立大学                         |
| 1990 | チッパー・ジョーンズ         | アトランタ・ブレーブス         | 遊撃手     | ボールズ・スクール                         |
| 1991 | ブリエン・テイラー※1         | ニューヨーク・ヤンキース       | 投手       | イースト・カータレット高等学校             |
| 1992 | フィル・ネビン               | ヒューストン・アストロズ       | 三塁手     | カリフォルニア州立大学フラトン校           |
| 1993 | アレックス・ロドリゲス       | シアトル・マリナーズ           | 遊撃手     | ウェストミンスター・クリスチャン高等学校   |
| 1994 | ポール・ウィルソン           | ニューヨーク・メッツ           | 投手       | フロリダ州立大学                           |
| 1995 | ダリン・アースタッド         | カリフォルニア・エンゼルス     | 外野手     | ネブラスカ大学リンカーン校                 |
| 1996 | クリス・ベンソン             | ピッツバーグ・パイレーツ       | 投手       | クレムソン大学                             |
| 1997 | マット・アンダーソン         | デトロイト・タイガース         | 投手       | ライス大学                                 |
| 1998 | パット・バレル               | フィラデルフィア・フィリーズ   | 三塁手     | マイアミ大学                               |
| 1999 | ジョシュ・ハミルトン         | タンパベイ・デビルレイズ       | 外野手     | アセンス・ドライブ高等学校                 |
| 2000 | エイドリアン・ゴンザレス     | フロリダ・マーリンズ           | 一塁手     | イーストレイク高等学校                     |
| 2001 | ジョー・マウアー             | ミネソタ・ツインズ             | 捕手       | クレティン・ダーラム高等学校               |
| 2002 | ブライアン・バリントン       | ピッツバーグ・パイレーツ       | 投手       | ボール州立大学                             |
| 2003 | デルモン・ヤング             | タンパベイ・デビルレイズ       | 外野手     | アドルフ・カマリロ高等学校                 |
| 2004 | マット・ブッシュ             | サンディエゴ・パドレス         | 遊撃手     | ミッション・ベイ高等学校                   |
| 2005 | ジャスティン・アップトン     | アリゾナ・ダイヤモンドバックス | 遊撃手     | グレート・ブリッジ高等学校                 |
| 2006 | ルーク・ホッチェバー         | カンザスシティ・ロイヤルズ     | 投手       | フォートワース・キャッツ                   |
| 2007 | デビッド・プライス           | タンパベイ・デビルレイズ       | 投手       | ヴァンダービルト大学                       |
| 2008 | ティム・ベッカム             | タンパベイ・レイズ             | 遊撃手     | グリフィン高等学校                         |
| 2009 | スティーブン・ストラスバーグ | ワシントン・ナショナルズ       | 投手       | サンディエゴ州立大学                       |
| 2010 | ブライス・ハーパー           | ワシントン・ナショナルズ       | 外野手     | サザン・ネバダ大学                         |
| 2011 | ゲリット・コール             | ピッツバーグ・パイレーツ       | 投手       | カリフォルニア大学ロサンゼルス校           |
| 2012 | カルロス・コレア             | ヒューストン・アストロズ       | 遊撃手     | プエルトリコ野球アカデミー                 |
| 2013 | マーク・アペル               | ヒューストン・アストロズ       | 投手       | スタンフォード大学                         |
| 2014 | ブレイディ・エイケン※2       | ヒューストン・アストロズ       | 投手       | カテドラル・カソリック高等学校             |
| 2015 | ダンズビー・スワンソン       | アリゾナ・ダイヤモンドバックス | 遊撃手     | ヴァンダービルト大学                       |
| 2016 | ミッキー・モニアック         | フィラデルフィア・フィリーズ   | 外野手     | ラコスタ・キャニオン高等学校               |
| 2017 | ロイス・ルイス               | ミネソタ・ツインズ             | 遊撃手     | JSerra Catholic High School                |
| 2018 | ケイシー・マイズ             | デトロイト・タイガース         | 投手       | オーバーン大学                             |
| 2019 | アドリー・ラッチマン         | ボルチモア・オリオールズ       | 捕手       | オレゴン州立大学                           |
| 2020 | スペンサー・トーケルソン     | デトロイト・タイガース         | 三塁手     | アリゾナ州立大学                           |
| 2021 | ヘンリー・デービス           | ピッツバーグ・パイレーツ       | 捕手       | ルイビル大学                               |
| 2022 | ジャクソン・ホリデイ         | ボルチモア・オリオールズ       | 遊撃手     | スティルウォーター高等学校                 |
| 2023 | ポール・スキーンズ           | ピッツバーグ・パイレーツ       | 投手       | ルイジアナ州立大学                         |
| 2024 | トラビス・バザナ             | クリーブランド・ガーディアンズ | 二塁手     | オレゴン州立大学                           |
| 2025 | イーライ・ウィリッツ         | ワシントン・ナショナルズ       | 遊撃手     | フォートコブ・ブラクストン高等学校         |

・太字は現役選手、※1はMLB未昇格で引退、※2は契約不成立。

## 記録

### 指名回数
| 球団                           | 回数 | 西暦                                           |
| ------------------------------ | ---- | ---------------------------------------------- |
| ピッツバーグ・パイレーツ       | 6    | 1986年、1996年、2002年、2011年、2021年、2023年 |
| ニューヨーク・メッツ           | 5    | 1966年、1968年、1980年、1984年、1994年         |
| サンディエゴ・パドレス         | 5    | 1970年、1972年、1974年、1988年、2004年         |
| ヒューストン・アストロズ       | 5    | 1976年、1992年、2012年、2013年、2014年         |
| シアトル・マリナーズ           | 4    | 1979年、1981年、1987年、1993年                 |
| タンパベイ・レイズ             | 4    | 1999年、2003年、2007年、2008年                 |
| ミネソタ・ツインズ             | 3    | 1983年、2001年、2017年                         |
| ボルチモア・オリオールズ       | 3    | 1989年、2019年、2022年                         |
| デトロイト・タイガース         | 3    | 1997年、2018年、2020年                         |
| ワシントン・ナショナルズ       | 3    | 2009年、2010年、2025年                         |
| ニューヨーク・ヤンキース       | 2    | 1967年、1991年                                 |
| テキサス・レンジャーズ         | 2    | 1969年、1973年                                 |
| シカゴ・ホワイトソックス       | 2    | 1971年、1977年                                 |
| ロサンゼルス・エンゼルス       | 2    | 1975年、1995年                                 |
| アトランタ・ブレーブス         | 2    | 1978年、1990年                                 |
| フィラデルフィア・フィリーズ   | 2    | 1998年、2016年                                 |
| アリゾナ・ダイヤモンドバックス | 2    | 2005年、2015年                                 |
| オークランド・アスレチックス   | 1    | 1965年                                         |
| シカゴ・カブス                 | 1    | 1982年                                         |
| ミルウォーキー・ブルワーズ     | 1    | 1985年                                         |
| マイアミ・マーリンズ           | 1    | 2000年                                         |
| カンザスシティ・ロイヤルズ     | 1    | 2006年                                         |
| クリーブランド・ガーディアンズ | 1    | 2024年                                         |

### 未経験
| 球団                           | 創設   |
| ------------------------------ | ------ |
| シンシナティ・レッズ           | 1881年 |
| セントルイス・カージナルス     | 1882年 |
| ロサンゼルス・ドジャース       | 1883年 |
| サンフランシスコ・ジャイアンツ | 1883年 |
| ボストン・レッドソックス       | 1901年 |
| トロント・ブルージェイズ       | 1977年 |
| コロラド・ロッキーズ           | 1993年 |

※上記の7球団は、現在に至るまで全体1位指名権を得たことがない。

### 業績
| 項目                       | 人数 | 選手 |
| -------------------------- | ---- | --- |
| アメリカ野球殿堂           | 4    | ハロルド・ベインズ、ケン・グリフィーJr.、チッパー・ジョーンズ、ジョー・マウアー |
| シーズンMVP                | 7    | ジェフ・バロウズ、ケン・グリフィーJr.、チッパー・ジョーンズ、アレックス・ロドリゲス ジョシュ・ハミルトン、ジョー・マウアー、ブライス・ハーパー |
| サイ・ヤング賞             | 2    | デビッド・プライス、ゲリット・コール |
| ルーキー・オブ・ザ・イヤー | 5    | ボブ・ホーナー、ダリル・ストロベリー、ブライス・ハーパー、カルロス・コレア ポール・スキーンズ |
| MLBオールスターゲーム      | 27   | リック・マンデイ、ジェフ・バロウズ、フロイド・バニスター、ハロルド・ベインズ ボブ・ホーナー、ダリル・ストロベリー、マイク・ムーア、ショーン・ダンストン B.J.サーホフ、ケン・グリフィーJr.、アンディ・ベネス、チッパー・ジョーンズ フィル・ネビン、アレックス・ロドリゲス、ダリン・アースタッド、ジョシュ・ハミルトン エイドリアン・ゴンザレス、ジョー・マウアー、ジャスティン・アップトン、デビッド・プライス スティーブン・ストラスバーグ、ブライス・ハーパー、ゲリット・コール、カルロス・コレア ダンズビー・スワンソン、アドリー・ラッチマン、ポール・スキーンズ |

※ハロルド・ベインズはベテランズ委員会の選考によって殿堂入りした（2019年）。